# 尤克帕語
尤克帕語（Yuco，Yucpa，Yuko，Yupo）為一種加勒比語言，由住在委內瑞拉苏利亚州及跨哥倫比亞邊境的7000到8000名尤克帕人所使用的語言。它也被稱為"加勒比莫迪隆語"(Carib Motilón)、"莫迪卡語"(Macoíta)、"北莫迪隆語"(Northern Motilón)，以及"曼索語"(Manso)。
"里奥卡薩卡拉語"(Río Casacará、伊羅卡語(Iroka))與"里奥馬拉卡斯語"(Río Maracas)是尤克帕語言的主要方言，不過他們都差異到可被視為單獨的語言。另外的方言還有"卡尼奧·帕迪拉-拉·拉古納語"(Caño Padilla-La Laguna)。 委內瑞拉的方言"伊拉帕語"(Yrapa)以及"里奥內格羅語"(Río Negro)，這二方言比"里奥卡薩卡拉語"(Río Casacará)更接近"里奥馬拉卡斯語"(Río Maracas)。
尤克帕語與哈普雷里亚语相似，哈帕利亞語為尤克帕語言之一種的、哈帕利亞語與尤克帕語有少許的類似。